# Бовоа на Мору
Бовоа на Мору (фр. Beauvoir-sur-Mer), у дословном преводу „леп поглед на море“, је насељено место у Француској у региону Лоара, у департману Вандеја.
По подацима из 2011. године у општини је живело 3917 становника, а густина насељености је износила 111,31 становника/km².

## Демографија
| 1962. | 1968. | 1975. | 1982. | 1990. | 2011. |
| ----- | ----- | ----- | ----- | ----- | ----- |
| 2.478 | 2.798 | 3.041 | 3.165 | 3.277 | 3.917 |